# 内閣府特命担当大臣（原子力行政担当）
内閣府特命担当大臣（原子力行政担当）（ないかくふとくめいたんとうだいじん げんしりょくぎょうせいたんとう、英語: Minister of State for the Nuclear Power Policy and Administration）は、日本の廃止された国務大臣。内閣府特命担当大臣の一つである。原子力行政担当大臣と通称される。

## 概要

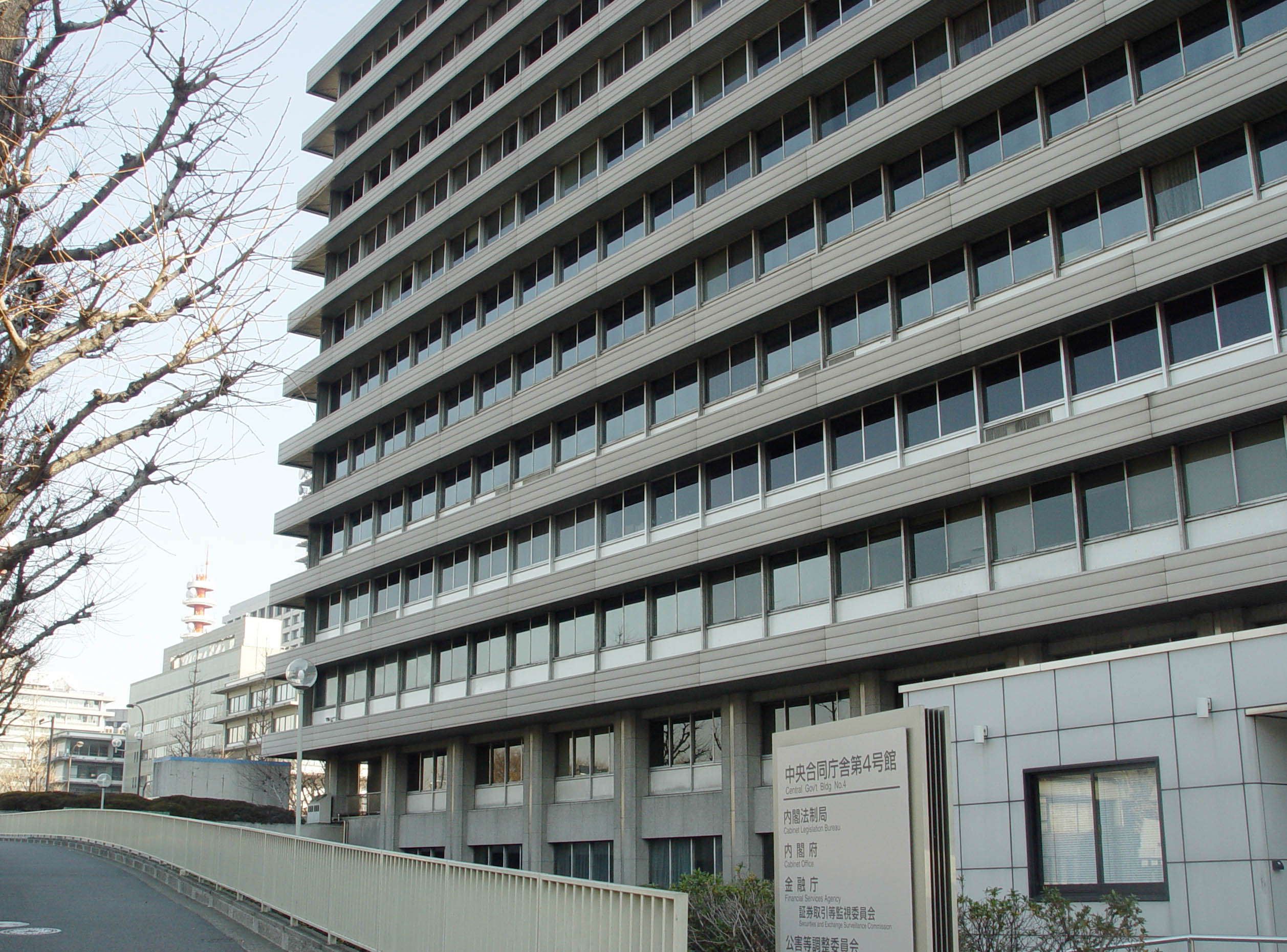
内閣府原子力委員会、内閣府原子力安全委員会が設置される中央合同庁舎第四号館

日本の内閣府に置かれる内閣府特命担当大臣の一つである。主として原子力行政を所管する国務大臣である。
原子力行政を司る組織としては、内閣府の特別の機関である原子力立地会議、内閣府の審議会等である原子力委員会や原子力安全委員会などを担当する。内閣府特命担当大臣（原子力行政担当）は、また、原子力委員会や原子力安全委員会が総理府の審議会等であったころは、原子力委員会の委員長は科学技術庁長官が務めており、原子力委員会や原子力安全委員会の事務局業務は科学技術庁が担当していたことから、かつての科学技術庁長官の業務のうち原子力行政全般に特化した大臣といえる。内閣府になってからは、内閣府特命担当大臣（科学技術政策担当）が担当していた。
内閣府特命担当大臣のうち、沖縄及び北方対策担当、金融担当、消費者及び食品安全担当の3大臣は、内閣府設置法により必置とされている。それに対して、他の内閣府特命担当大臣は必置とはされておらず、担当する諸課題により柔軟に設置できる。そのため、政権により増減や変動があり、その役職名は必ずしも一致しない。
2012年12月、第2次安倍内閣の発足とともに廃止され、原子力行政の所管は再び内閣府特命担当大臣（科学技術政策担当）に帰属した。

## 歴代大臣
| 代                                   | 氏名                                 | 氏名                                 | 内閣                                 | 内閣                                 | 就任日                               | 退任日                               | 党派                                 | 備考                                 |
| 内閣府特命担当大臣（原子力行政担当） | 内閣府特命担当大臣（原子力行政担当） | 内閣府特命担当大臣（原子力行政担当） | 内閣府特命担当大臣（原子力行政担当） | 内閣府特命担当大臣（原子力行政担当） | 内閣府特命担当大臣（原子力行政担当） | 内閣府特命担当大臣（原子力行政担当） | 内閣府特命担当大臣（原子力行政担当） | 内閣府特命担当大臣（原子力行政担当） |
| ------------------------------------ | ------------------------------------ | ------------------------------------ | ------------------------------------ | ------------------------------------ | ------------------------------------ | ------------------------------------ | ------------------------------------ | ------------------------------------ |
| 1                                    |                                      | 細野豪志                             | 野田内閣                             | 野田内閣                             | 2011年10月3日                        | 2012年10月1日                        | 民主党                               |                                      |
| 1                                    |                                      | 細野豪志                             | 第1次改造内閣                        | 留任                                 | 2011年10月3日                        | 2012年10月1日                        | 民主党                               |                                      |
| 1                                    | 第2次改造内閣                        | 細野豪志                             |                                      | 留任                                 | 2011年10月3日                        | 2012年10月1日                        | 民主党                               |                                      |
| 2                                    |                                      | 前原誠司                             |                                      | 第3次改造内閣                        | 2012年10月1日                        | 2012年12月26日                       | 民主党                               |                                      |

- 内閣府特命担当大臣は複数名を任命することがあるため、通常は代数の表記は行わない。ただし、本表ではわかりやすさに配慮し、代数の欄を便宜上設けた。
- 辞令のある再任は就任日を記載し、辞令のない留任は就任日を記載しない。
- 党派の欄は、就任時、または、内閣発足時の所属政党を記載した。